# 244

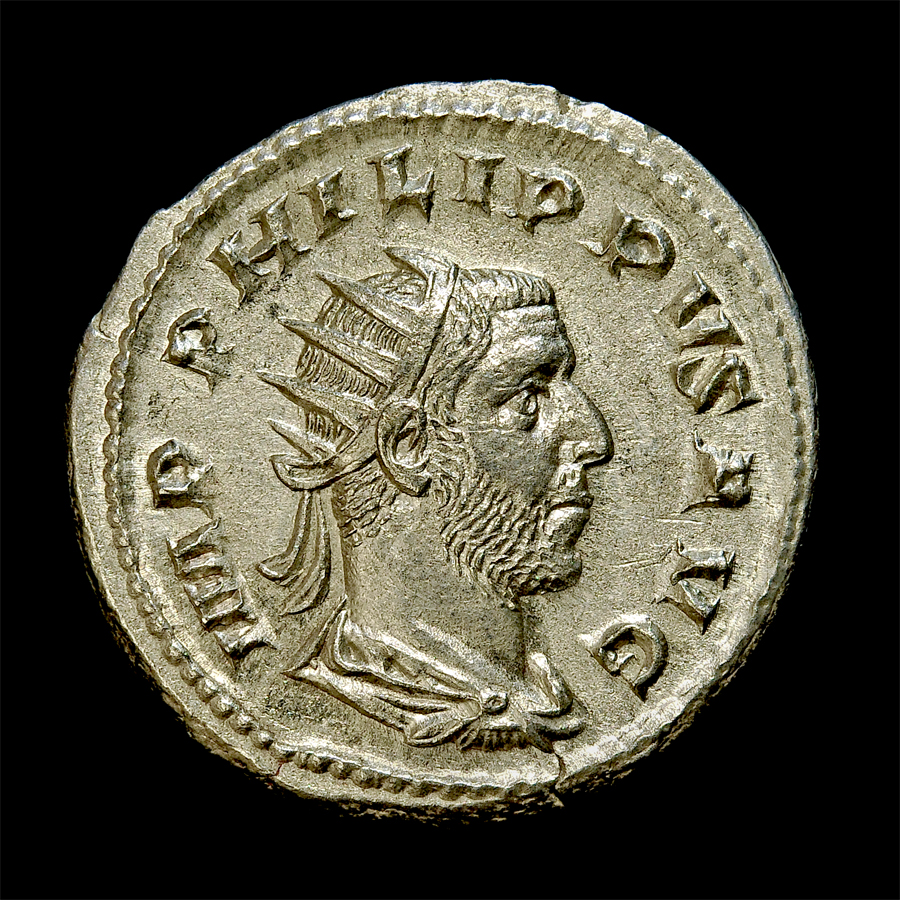
Keizer Philippus I ("de Arabier")

Het jaar 244 is het 44e jaar in de 3e eeuw volgens de christelijke jaartelling.

## Gebeurtenissen

### Italië
- Plotinus, een Grieks filosoof, weet na de moord op keizer Gordianus III te ontsnappen naar Antiochië. In Rome onderwijst hij filosofie en sticht een neoplatonische school.
- Philippus I wordt door de Senaat als keizer erkend. Zijn 6-jarige zoon Philippus wordt benoemd tot caesar en zijn vrouw Otacilia Severa ontvangt de titel augusta (keizerin).

### Perzië
- Slag bij Misiche: Koning Shapur I verslaat het Romeinse leger bij Fallujah aan de rivier de Eufraat. Hij laat de Perzische overwinning monumentaal uithouwen in de rotsen van Naqsh-e Rustam.
- 11 februari - Keizer Gordianus III wordt in Mesopotamië door lijfwachten van de pretoriaanse garde vermoord. Philippus I ("de Arabier") laat zichzelf tot keizer uitroepen en sluit een vrede met Perzië.
- Philippus I wordt gedwongen een schatting (500.000 dinaren) te betalen aan Shapur I. Hij geeft zijn broer Gaius Julius Priscus het gezag (rector Orientis) over het oostelijke deel van het Romeinse Rijk.
- In Dura Europos wordt begonnen met de bouw van een joodse synagoge. In het hart van het heiligdom worden de thorarollen bewaard. De muren worden beschilderd met taferelen (fresco's) uit het Oude Testament.

## Geboren
- Alexander van Constantinopel, bisschop van Byzantium (waarschijnlijke datum)
- Diocletianus, keizer van het Romeinse Keizerrijk (overleden 311)

## Overleden
- Gordianus III (19), keizer van het Romeinse Keizerrijk